# Nhà xuất bản Văn Nghệ Thành phố Hồ Chí Minh
Nhà xuất bản Văn Nghệ Thành phố Hồ Chí Minh từng là một đơn vị chuyên xuất bản các loại sách về văn học - nghệ thuật có trụ sở tại Thành phố Hồ Chí Minh.
Trong 30 năm hoạt động, Nhà xuất bản Văn Nghệ thành phố Hồ Chí Minh đã xuất bản hàng chục ngàn đầu sách văn học trong nước, văn học nước ngoài, văn học thiếu nhi và sách về các ngành nghệ thuật như: âm nhạc, mỹ thuật, nhiếp ảnh, điện ảnh, sân khấu, kiến trúc... Với những tác phẩm văn học nghệ thuật đã xuất bản, Nhà xuất bản đã tạo được dấu ấn sâu đậm trong lòng bạn đọc thành phố Hồ Chí Minh và cả nước.
Trụ sở tại 179 Lý Chính Thắng, Quận 3, Thành phố Hồ Chí Minh.

## Lịch sử
Nhà xuất bản Văn Nghệ thành phố Hồ Chí Minh (gọi tắt là Nhà xuất bản Văn Nghệ), tiền thân là Nhà xuất bản Giải Phóng ra đời vào tháng 6 năm 1968 tại Hà Nội. Sau ngày 30/4/1975, Nhà xuất bản chuyển vào Sài Gòn lấy tên là Nhà xuất bản Văn học Giải Phóng. Tháng 12 năm 1977, theo đề nghị của Thành ủy Thành phố Hồ Chí Minh, Bộ Văn hóa đã ra quyết định sáp nhập Nhà xuất bản Văn học Giải Phóng với một số bộ phận văn hóa khác của thành phố thành lập Nhà xuất bản Tổng hợp Thành phố Hồ Chí Minh. Ngày 29 tháng 4 năm 1980, theo quyết định số 57/VHTT-QĐ của Bộ Văn hóa - Thông tin, bộ phận văn học nghệ thuật của Nhà xuất bản Tổng hợp Thành phố Hồ Chí Minh (tức Nhà xuất bản Văn học Giải Phóng cũ) tách ra hoạt động độc lập và mang tên Nhà xuất bản Văn Nghệ Thành phố Hồ Chí Minh. Từ đó, Nhà xuất bản Tổng hợp gọi là Nhà xuất bản Thành phố Hồ Chí Minh (gần đây lấy lại tên Nhà xuất bản Tổng hợp Thành phố Hồ Chí Minh). Cơ quan chủ quản Nhà xuất bản Văn Nghệ là Liên hiệp các Hội văn học nghệ thuật Thành phố Hồ Chí Minh.
Sau 30 năm hoạt động, ngày 26-3-2010, Bộ Thông tin Truyền thông ra quyết định số 396/GP-BTTTT thành lập Nhà xuất bản Văn hóa - Văn nghệ Thành phố Hồ Chí Minh trên cơ sở hợp nhất Nhà xuất bản Văn hóa Sài Gòn và Nhà xuất bản Văn Nghệ Thành phố Hồ Chí Minh. Với quyết định này, Nhà xuất bản Văn Nghệ thành phố Hồ Chí Minh đã chấm dứt thương hiệu "Văn Nghệ" sau 30 năm tồn tại.
Ngày 7 tháng 10 năm 2021, Thành ủy Thành phố Hồ Chí Minh ra quyết định hợp nhất Nhà xuất bản Tổng hợp Thành phố Hồ Chí Minh và Nhà xuất bản Văn hóa – Văn nghệ Thành phố Hồ Chí Minh thành Nhà xuất bản Tổng hợp Thành phố Hồ Chí Minh.

## Vinh danh

### Giải thưởngHội Nhà văn Việt Nam
- Những ngả đường, Thơ của Chim Trắng
- Mặt trời trong lòng đất, Thơ của Trần Mạnh Hảo,
- Miền thơ ấu, Tiểu thuyết của Vũ Thư Hiên, giải A văn học thiếu nhi năm 1988
- Đứng trước biển, Tiểu thuyết của Nguyễn Mạnh Tuấn
- Chân dung một quản đốc, Tiểu thuyết của Nguyễn Hiểu Trường
- Phù sa quê mẹ, Thơ Viễn Phương
- Nếu anh còn được sống, Ký của Văn Lê
- Ông Thiềm Thừ, Tập truyện ngắn của Trần Kim Trắc
- Những người đi và hai người ở lại, Tiểu thuyết của Đinh Quang Nhã
- Con mèo Fujita, Tập truyện ngắn của Nguyễn Quang Sáng
- Khúc gọi tình, Thơ, Thanh Nguyên
- Báu vật của đời, tiểu thuyết Mạc Ngôn, Trần Đình Hiến dịch, giải thưởng văn học dịch.

### Giải thưởng củaHội Nhà văn TP. Hồ Chí Minh
- Là mình [3], Thơ Lý Lan
- Trong bóng người xưa[4], Thơ Lê Thiếu Nhơn
- Sự trở lại của vết sước[5], tiểu thuyết của Trần Nhã Thụy
- Người đàn bà bơi trên sóng[6], tập truyện ngắn của Bích Ngân
- Tiểu thuyết đàn bà[7] của Lý Lan
- Cánh trái, tập truyện ngắn của Phan Hồn Nhiên

### Giải thưởng của các Hội VHNT chuyên ngành và các tổ chức khác
- Những khoảng cách còn lại, Tiểu thuyết của Nguyễn Mạnh Tuấn, giải thưởng Tổng Công đoàn Việt Nam
- Cù lao tràm, Tiểu thuyết của Nguyễn Mạnh Tuấn, giải thưởng Tổng Công đoàn Việt Nam
- Giấy trắng, Tiểu thuyết của Triệu Xuân, giải thưởng Tổng công đoàn Việt Nam
- Tìm hiểu văn hóa Vĩnh Long, Nghiên cứu, giải thưởng Hội văn học dân gian Việt Nam
- Trong mỗi trái tim, Thơ của Bảo Định Giang, giải thưởng Liên hiệp các Hội Văn học nghệ thuật Việt Nam
- Đường vào Phnom Pênh, Ký của Bùi Cát Vũ, giải thưởng của Bộ Quốc phòng
- Văn nghệ một thời để nhớ, Thơ văn-Hồi ký, Bảo Định Giang chủ biên, giải thưởng LH các hội VHNT Việt Nam
- Quê hương địa đạo, Truyện và Ký của Viễn Phương, Giải thưởng LH các Hội VHNT Việt Nam
- Văn học Phú Yên thế kỷ XX, nghiên cứu của Trần Thị Thu Trang, giải thưởng của LH các Hội VHNT Việt Nam
- 12 gương mặt nghệ sĩ Nam bộ [8], chân dung văn nghệ sĩ của Lê Thanh Trừ, giải thưởng của Hội Mỹ thuật Việt Nam
- Nhìn về sân khấu hát bội Nam bộ[9], nghiên cứu của Nghệ sĩ Nhân dân. Đinh Bằng Phi, giải thưởng Hội Nghệ sĩ Sân khấu Việt Nam
- Hào kiệt đêm thế kỷ[10], Kịch bản sân khấu của Minh Khoa, giải thưởng Hội xuất bản Việt Nam
- Trường ca Chăm[11], Inrasara sưu tầm, khảo cứu, giải thưởng Hội văn học dân gian Việt Nam
- Những nét đan thanh[12], Sưu tầm, nghiên cứu của Trần Đình Sơn, giải thưởng của Hội Xuất bản Việt Nam
- Miền cỏ thơm, Tập bút ký của Hoàng Phủ Ngọc Tường, giải thưởng Văn học nghệ thuật Cố đô lần thứ tư[13].
- Một mình ở Tokyo, Tập truyện ngắn của Trần Thùy Mai, giải thưởng Văn học nghệ thuật Cố đô lần thứ tư[13]
- Xuân Thì, sách ảnh khỏa thân nghệ thuật của Thái Phiên, giải cup Đồng[14].. Hội Nghệ sĩ Nhiếp ảnh Việt Nam
- Nhạc lễ Phật giáo xứ Huế[15], Nguyễn Hữu Thông chủ biên, giải thưởng của Hội Xuất bản Việt Nam
- Thưởng ngoạn đồ sứ ký kiểu thời Nguyễn, Sưu tầm, nghiên cứu của Trần Đình Sơn, giải thưởng của Hội Xuất bản Việt Nam

## Sách xuất bản gần đây được dư luận quan tâm
- "Ba phút sự thật", Ký của Phùng Quán
- "Dòng đời", trường thiên tiểu thuyết (4 tập) của Nguyễn Trung
- Đàn bà, tiểu thuyết của Lý Lan [16]

## Giám đốc
- Hà Mâu Nhai (1980-1990)
- Nguyễn Quốc Thủ (1990-1996)
- Đinh Quang Nhã (1996-2002)
- Trịnh Bích Ngân, PGĐ phụ trách tạm thời (2003-2004)
- Nguyễn Đức Bình (2004-2010)

## Liên kết
- Nhà xuất bản Văn Nghệ: Hấp dẫn nhưng không lá cải